# محمود دینی
محمود دینی (زادهٔ ۱۳۴۲ در بیجار) بازیگر سینما و تلویزیون اهل ایران است.
وی بنیانگذار شبکه ماهواره ای پرشین تی وی بود ، این شبکه با مجوز وزارت ارشاد دولت احمدی نژاد در لندن تاسیس شد

## زندگی‌نامه
وی از ۲۲ سالگی و اولین بار با نقش کوتاهی به عنوان هنرور در چند پلان فیلم تیغ و ابریشم، ساختهٔ مسعود کیمیایی، وارد سینما و تلویزیون ایران شد.
وی همچنین عضو واحد هوایی (هلی‌کوپتری)  کمیته انقلاب اسلامی بود.

## فیلمشناسی

### سینما
- بالاچ (۱۴۰۳)
- گاومیش‌ها (۱۳۷۵)
- گریز از مرگ (۱۳۷۴)
- حامی (۱۳۷۳)
- مجازات (۱۳۷۳)
- مرد کوچک (۱۳۷۳)
- شاهین طلایی (۱۳۷۲)
- از بلور خون (۱۳۷۱)
- تابع قانون (۱۳۷۱)

### تلویزیون
- آینهٔ عبرت (۱۳۷۰)   محسن شاه‌محمدی
- برگ‌ریزان (۱۳۷۰) محسن شاه محمدی
- گزارش، نقطهٔ صفر (۱۳۷۱) محسن شاه محمدی